# Mastophoropsis
Mastophoropsis, monotipski rod crvenih algi iz potporodice Melobesioideae, dio porodice Hapalidiaceae. Jedina vrsta je morska alga M. canaliculata kod otoka Tasmanija
I rod i vrsta taksonomski su priznati.

## Sinonimi
- Mastophora canaliculata Harvey 1859
- Metamastophora canaliculata (Harvey) Setchell 1943